# 佟英
佟英（1924年8月—2017年1月9日），原名杨志怀，河北安平人，中华人民共和国政治人物。

## 生平
佟英是河北省安平县郎仁屯人。1938年8月，加入中国共产党，先后担任安平县第三区、五区青年抗日救国会宣传委员、青年委员、藁无县青年抗日救国会主任、冀中区第七分区抗日救国联合会青年部长、冀中区青年抗日救国会主任。1948年，调中国新民主主义青年团中央团校，先后任教务处主任兼中国革命问题教研室主任。1956年10月，任中央团校副校长。1958年9月，任中共湘潭地委书记兼湘潭市委第一书记，中共湖南省委宣传部副部长，株洲化工厂党委书记、革委会主任，湖南中医学院（湖南医学院）党委书记，湖南省科委党委书记、主任。1983年1月，任湖南省政协副主席、中共湖南省委统战部部长。1991年5月，任湖南省政协副主席、党组副书记。1995年2月，离职休养。2017年1月9日，于长沙逝世，享年93岁。